# 布劳讷贝格
布劳讷贝格是德国莱茵兰-普法尔茨州的一个市镇。总面积12.22平方公里，总人口1208人，其中男性614人，女性594人（2011年12月31日），人口密度99人/平方公里。